# 菅野温泉

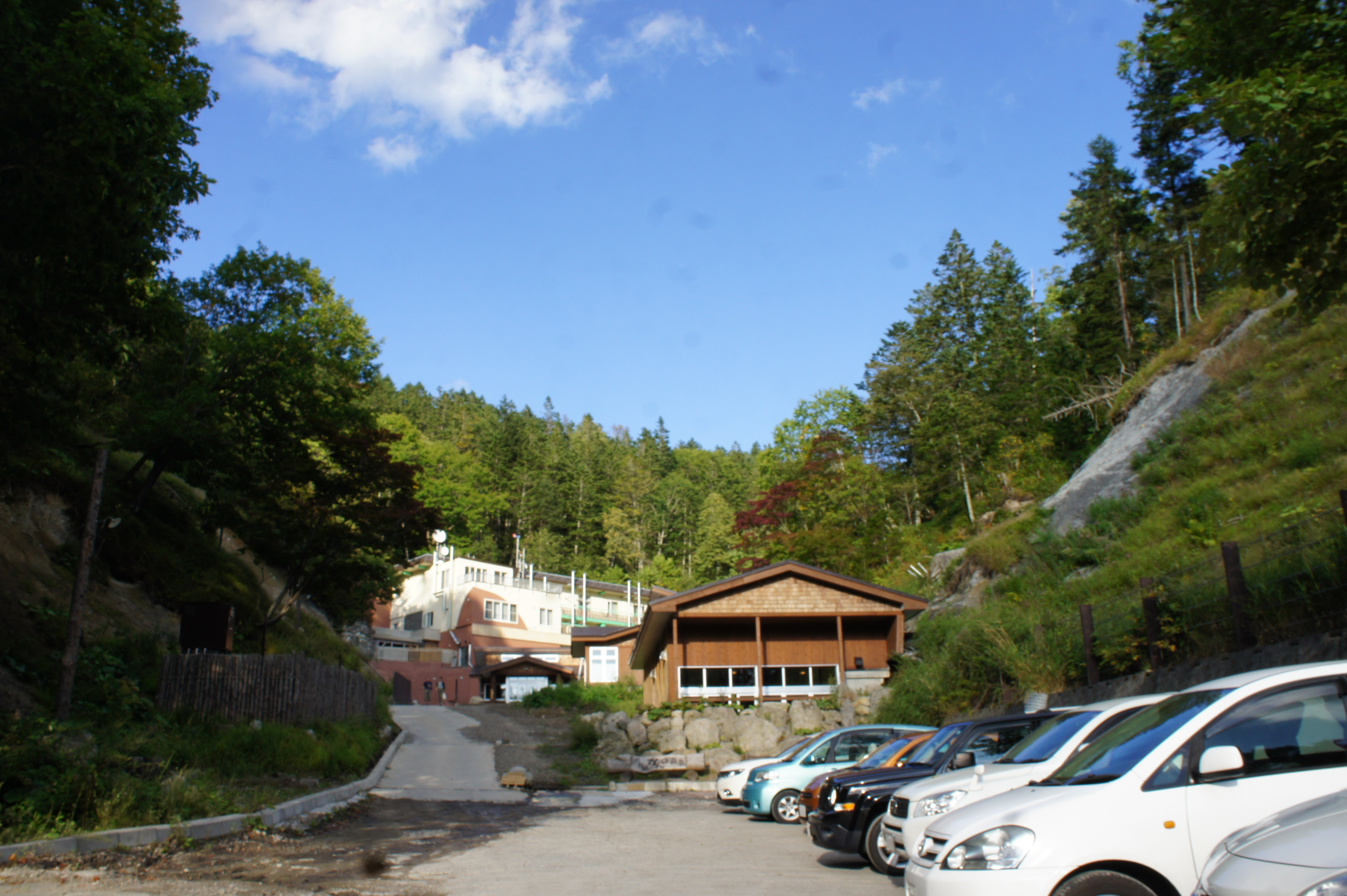
全景（2017年）

然別峡かんの温泉（かんのおんせん）は、北海道河東郡鹿追町にある温泉。大雪山国立公園内にあり、秘湯として知られる。
営業再開後は菅野温泉から然別峡かんの温泉と名称を変更した。「菅野温泉旅館」1軒のみの営業であったが、旧経営者の都合により2008年12月に廃業した。2012年に別会社が買収し、2014年には改装工事が終了し再開業、8月19日かよら入湯が行われている。再開当初は日帰り入浴だけであったが、その後「こもれび荘」で宿泊できるようになった。

## 旧泉質分類
- 含芒硝重曹食塩鉄泉
- 含炭酸重曹食塩泉
- 重曹食塩泉
- 含硼酸重曹食塩泉
- 含石膏食塩泉
- 含硼酸重曹食塩泉
- 重曹硼酸食塩泉
- 含石膏食塩鉄泉
  - 泉源は周囲に相当数存在しているがその中から11の源泉で13の湯舟を構成している。
  - 源泉温度35 - 86℃ 源泉掛け流し　加水加温などは一切行っていない。

その効能の高さが知られており、「菅野で治らぬ病なし」と言われている。
※効能はその効果を万人に保証するものではない。

## 温泉地
大雪山国立公園内、標高780メートルの然別峡の一軒宿「然別峡かんの温泉」が営業している。多くの自家源泉を持ち、すべて源泉掛け流しで塩素を加えたり加温も加水も行っていない。湯温調整のため湯舟の中に冷却水循環コイルを入れ適度な温度に保っている。

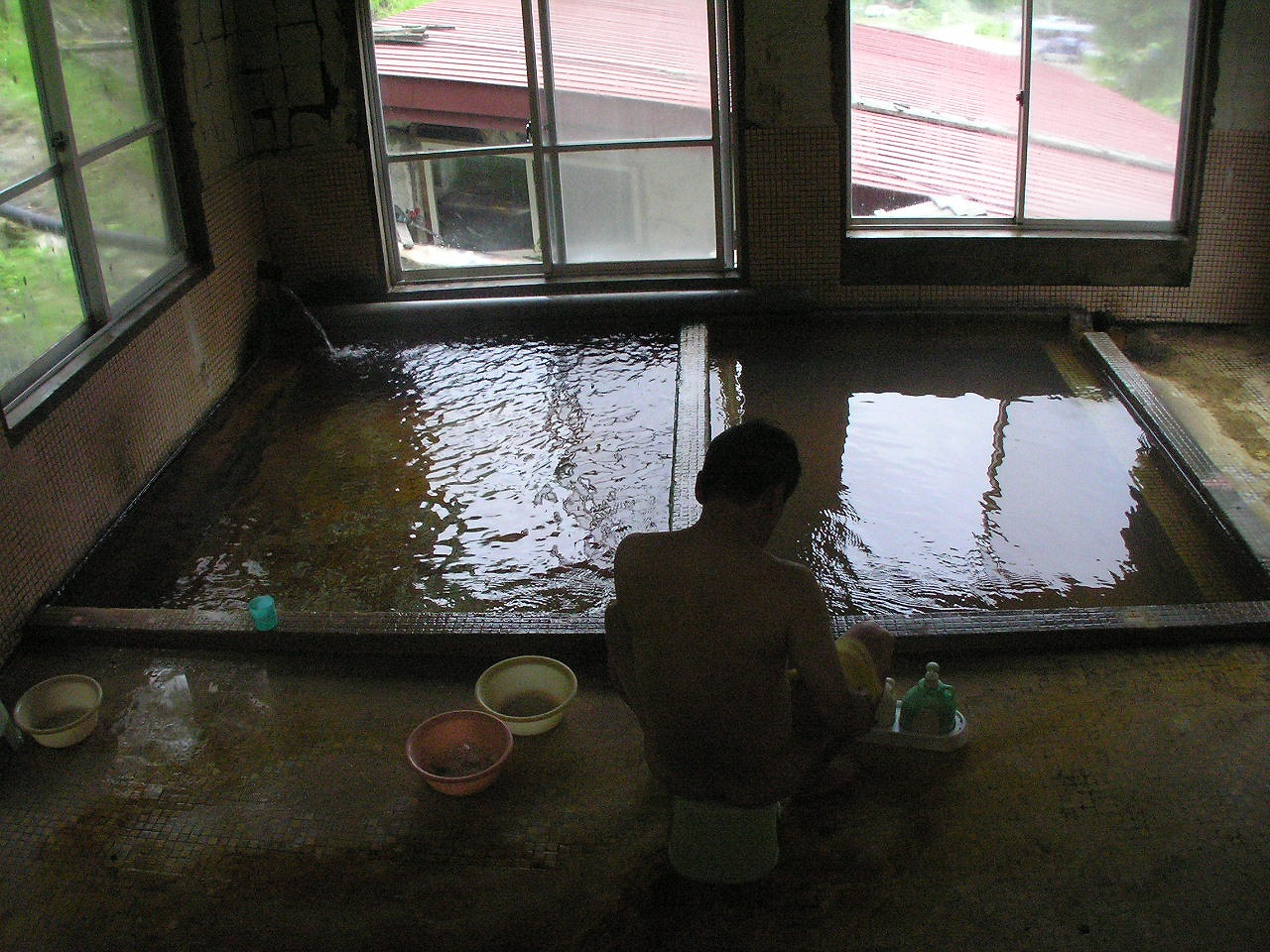
中浴場（不動の湯）

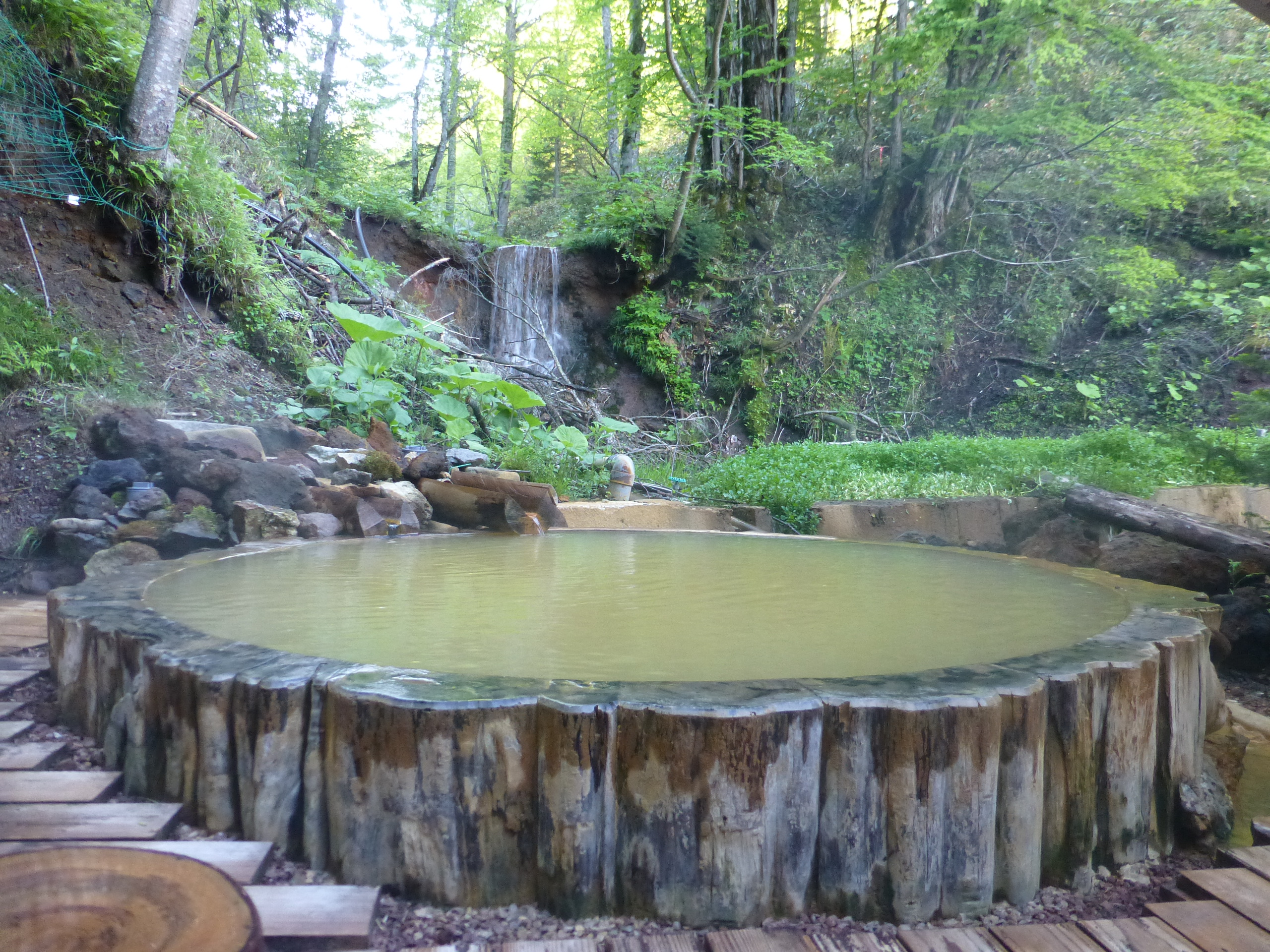
幾稲鳴滝の湯（旧『福禄の湯』）

以前、湯舟は七福神にちなんだ「七福の湯」と名付けられたられた9つの湯舟があった。
旧菅野温泉
- 『布袋の湯』、『大黒の湯』、『恵比寿の湯』、『弁天の湯』、『福禄の湯』、『寿老の湯』、『毘沙門の湯』、『不動の湯』、『観音の湯』。

然別峡かんの温泉
- 露天風呂『幾稲鳴滝の湯』、湯宿の露天『イコロボッカの湯』　ウヌカル(アイヌ語で「また会おうね」の意味)グループには『ウヌカルアンナーの湯』、『ウヌカルアンノーの湯』、『シロカニペの湯』、『コンカニペの湯』、『波切の湯』。イナンクル(アイヌ語で「幸せになろうね」の意味)グループには『イナンクルアンノーの湯』、『イナンクルアンノーの湯』､『秋鹿鳴の湯』、『春鹿呼の湯』がある。

また周辺には数多くの野湯も存在する。野営場の近くに鹿の湯、周辺にペニチカの湯、ピラの湯、メノコの湯、キヌプの湯、シリコトルの湯などがある。これらは然別野湯群などと呼ばれているが現在は幾つかを除いて訪問することは困難な状況である。
温泉地は日本百名湯にも選ばれている。

## 歴史

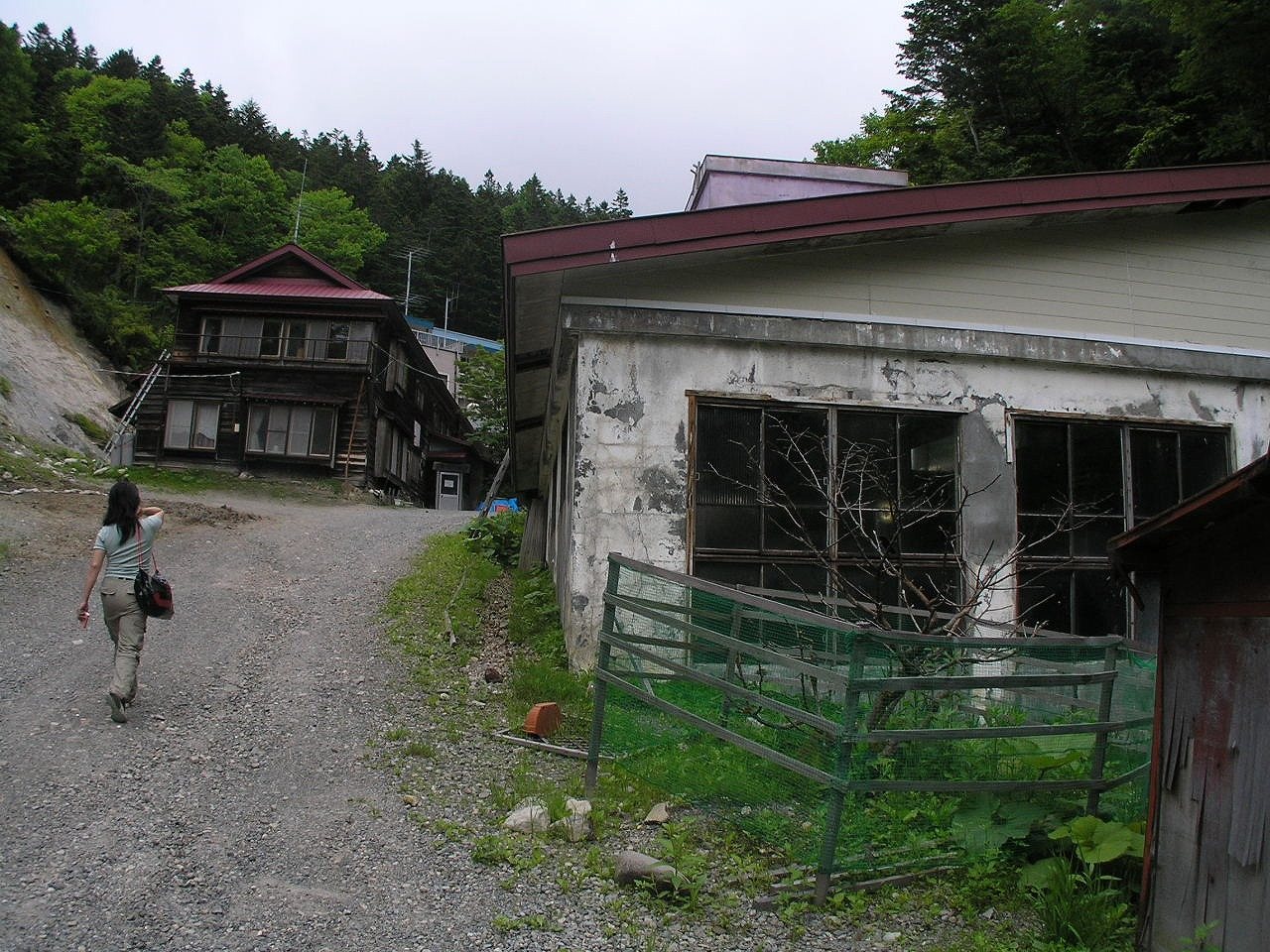
2006年当時の湯治場の面影を残す旧館と浴室棟

- 1912年（明治45年） - 開湯。その効能から戦前は陸軍の保養所が設置されていた。

- 1941年（昭和16年） - 「菅野旅館」として創業[3]。

- 1955年（昭和30年） - 鉱泉脈を発見しボーリングに成功[3]。

- 1965年（昭和40年） - 「然別峡七福の湯かんの温泉」新築に伴い「株式会社ホテル菅野」設立[3]。

- 1971年（昭和46年）3月23日 - 厚生省告示第55号により、然別峡温泉として国民保養温泉地に指定。道内随一の湯治場旅館として人気を博した。

- 2008年（平成20年）12月 - 経営者の体調不良から廃業、株式会社ホテル菅野は解散。管理する上士幌町の十勝西部森林管理署東大雪支署によれば、2009年末までに再開のめどが立たない場合は、許可の更新が困難になる恐れがあった。(毎日新聞社)

- 2012年（平成24年）6月29日 - 閉鎖された施設を株式会社鹿追ホットスプリングスが破産管財人から買収し、解体と改修新築と営業再開の準備に取り掛かった。[1]。

- 2013年（平成25年）7月28日、かんの温泉公式Facebookが立ち上がり、株式会社鹿追ホットスプリングスの名にて開業が予告される[2]。

- 2014年（平成26年）
  - 8月19日、改装工事が終了し、営業再開する。
  - 11月13日、宿泊営業も再開。

- 2016年（平成28年）8月30日、北海道を襲った台風10号により被災。道路等が流失し休業を余儀なくされる。翌年6月に再開する。

## アクセス
- 鉄道：根室本線帯広駅より。
- 車：道東自動車道芽室ICより約60分。北海道道1088号然別峡線。
- 車：道東自動車道十勝清水ICより約50ｋｍ
- 路線バスなどは運行していない。

## ギャラリー

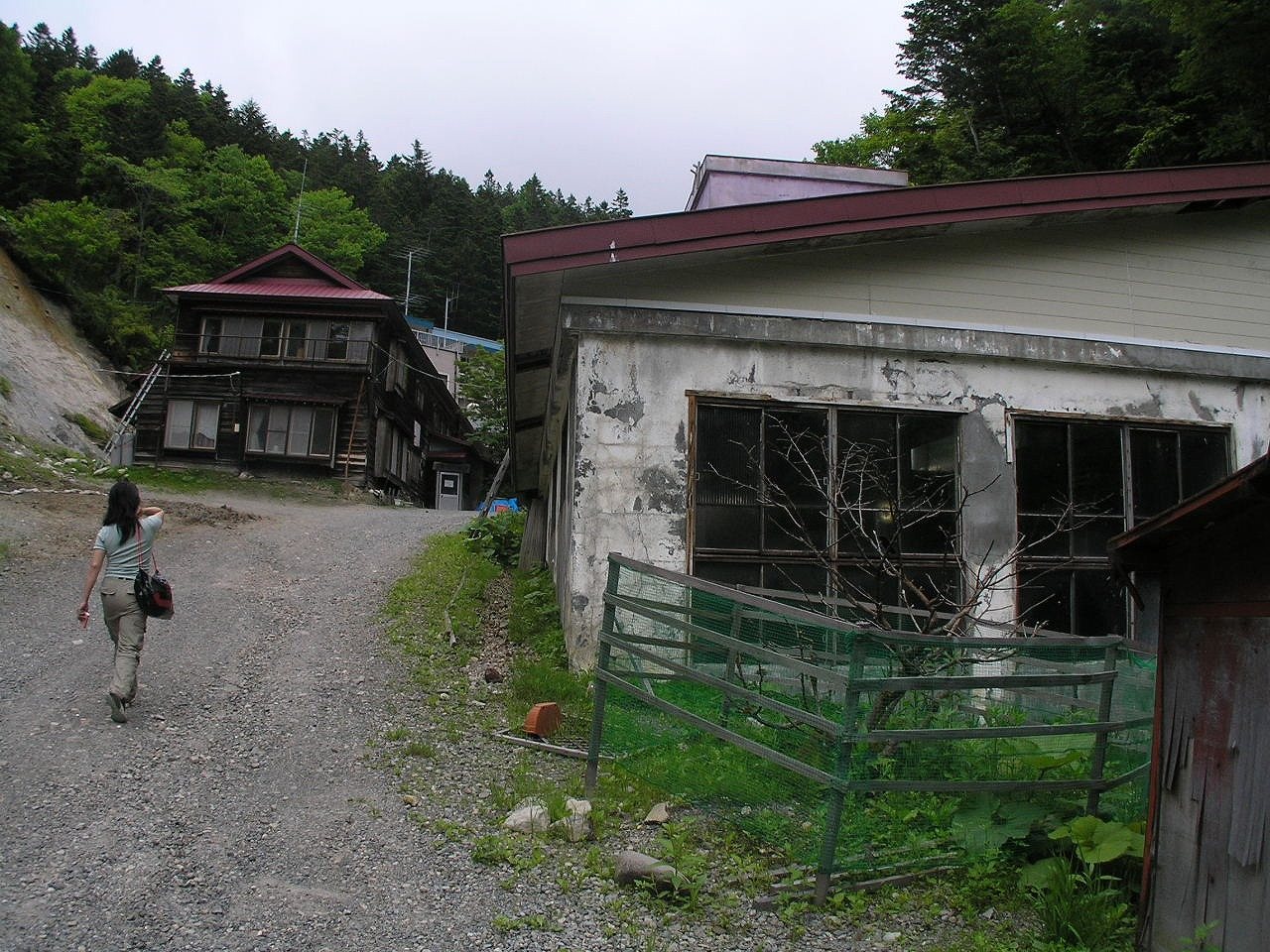
菅野温泉全景
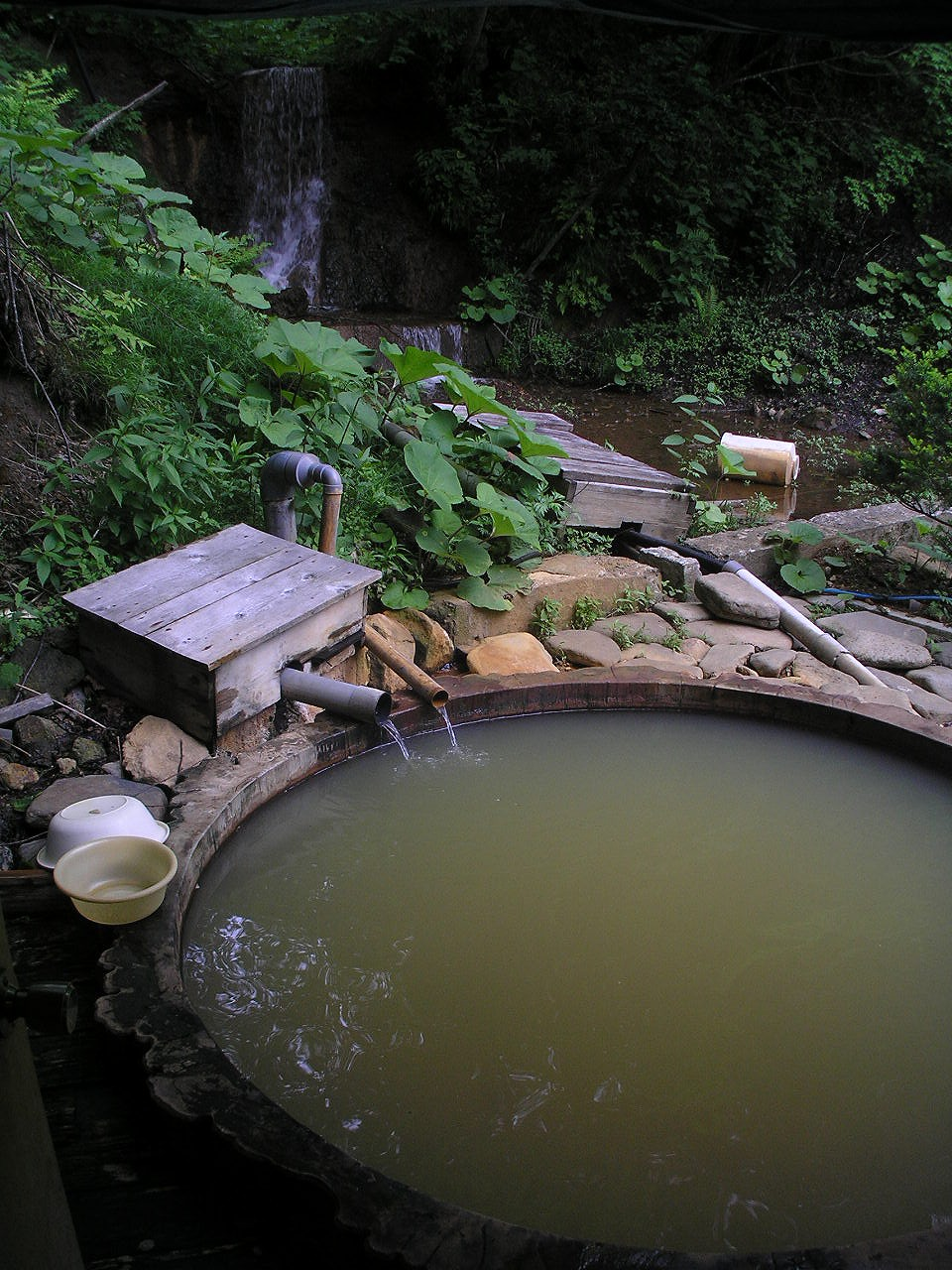
滝のそばの福禄の湯
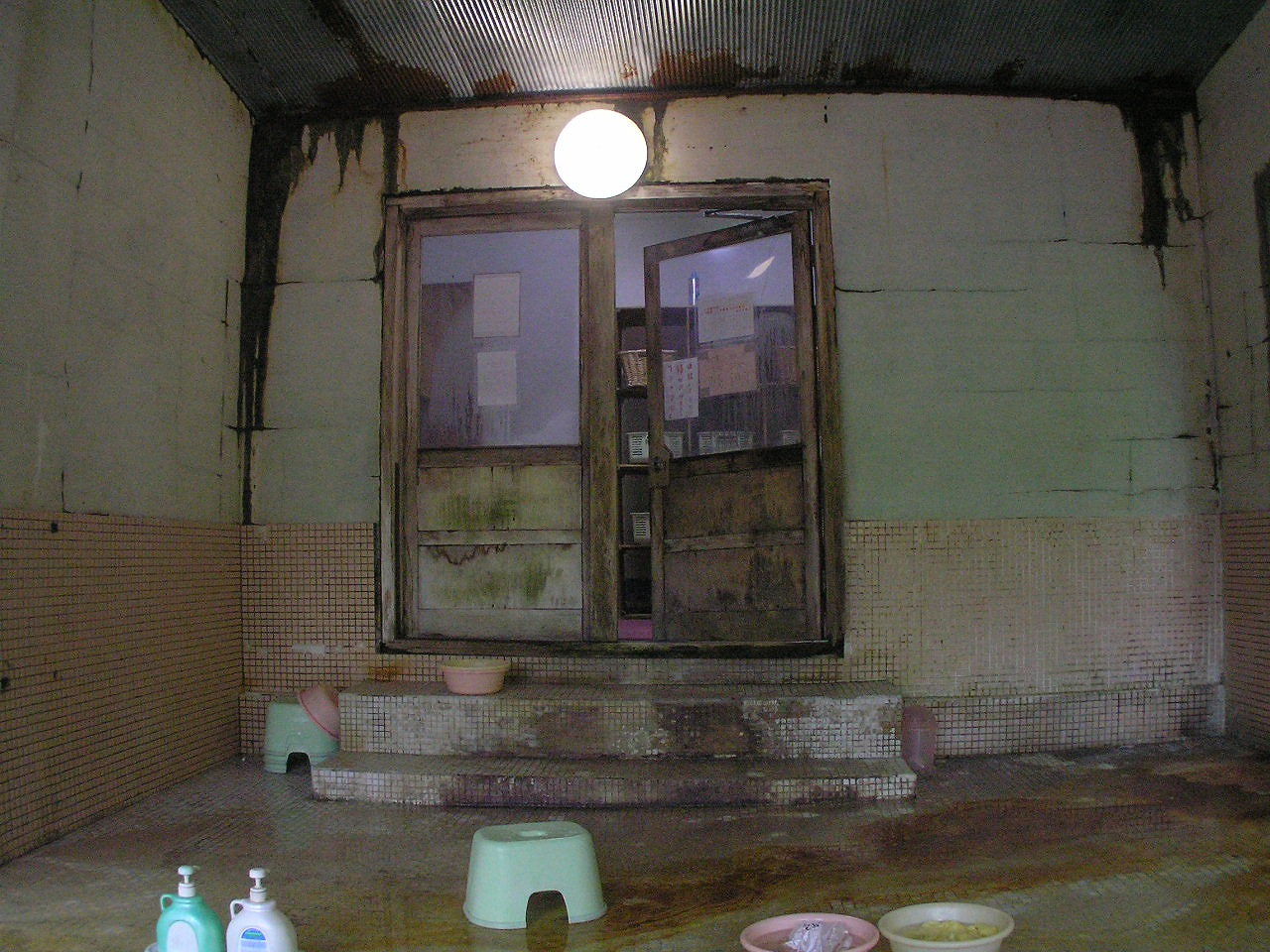
レトロな中浴場
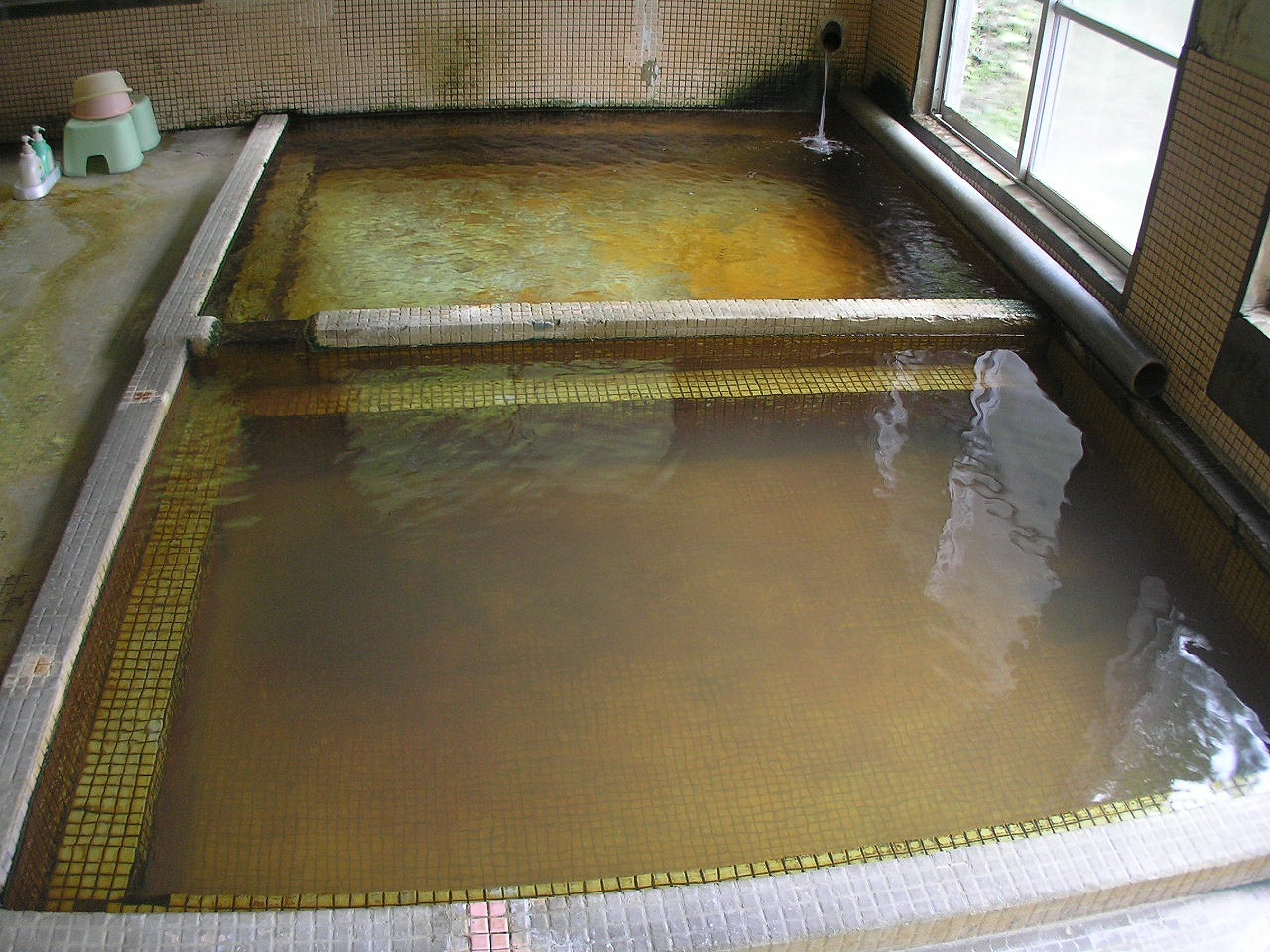
不動の湯・大黒の湯（手前）
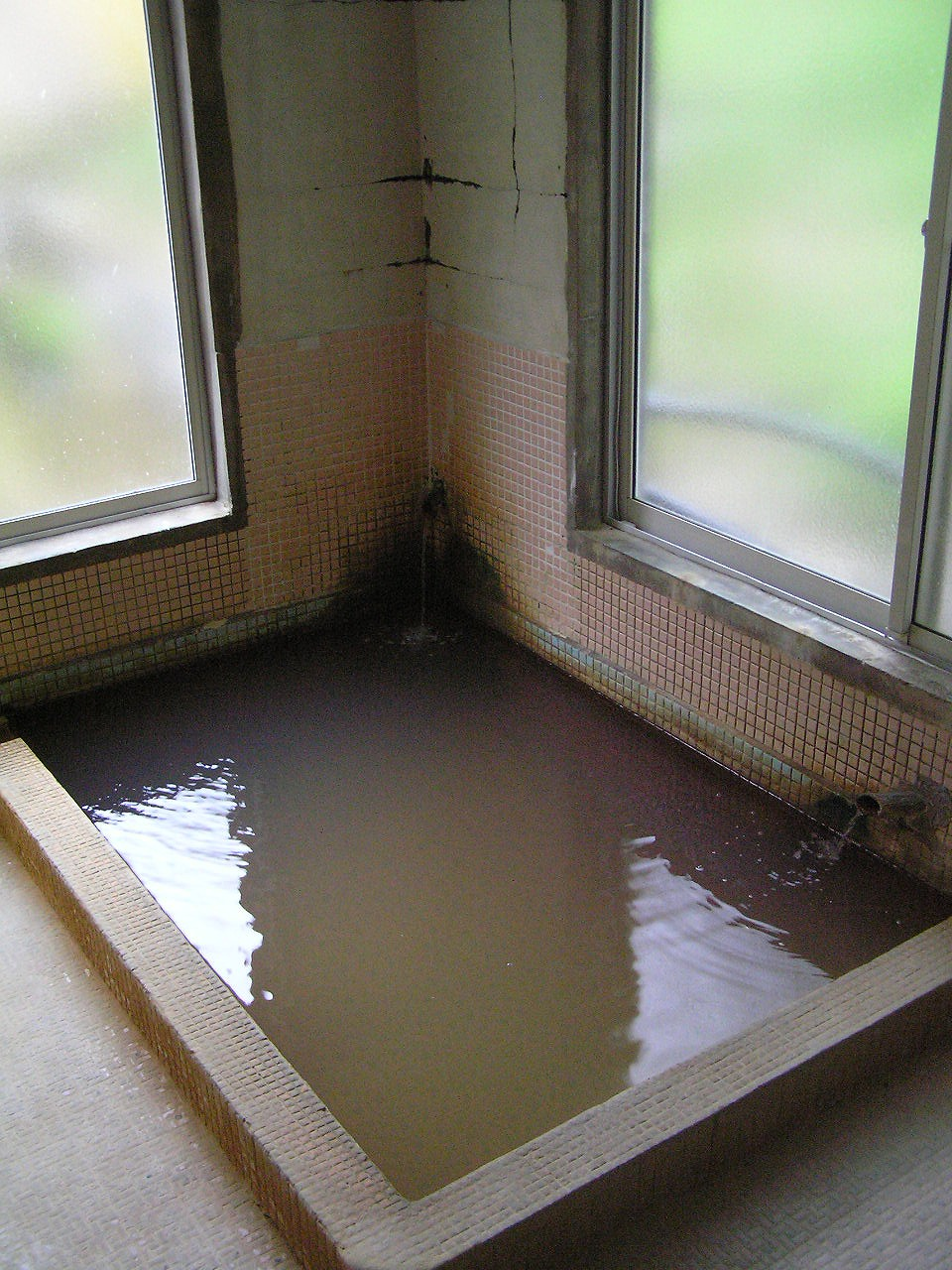
小さな内湯の弁天の湯
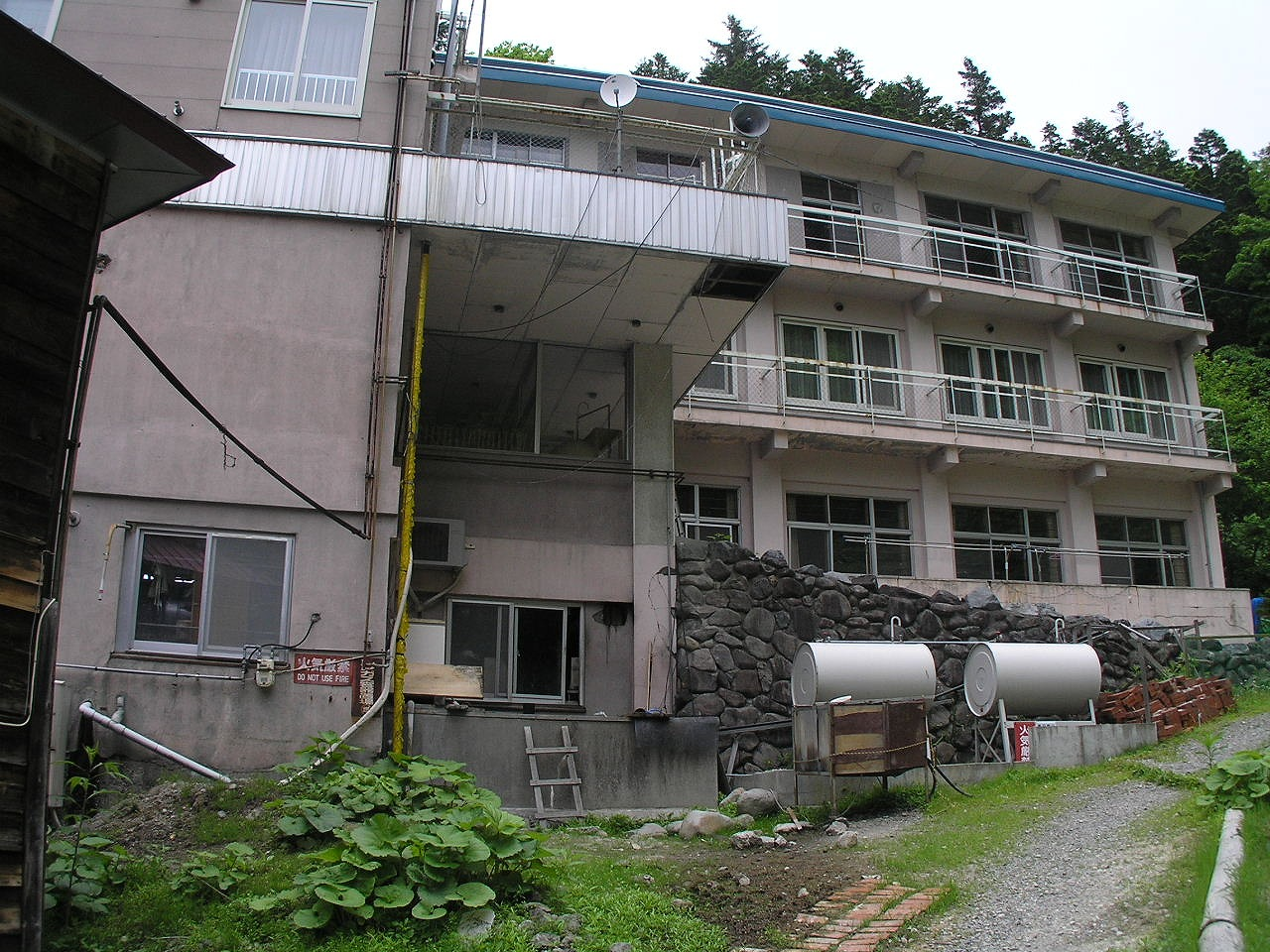
鉄筋コンクリート造りの本館